# موسيقى الدم (رواية)
موسيقى الدم (بالإنجليزية: Blood Music)‏ هي رواية خيال علمي للكاتب الأمريكي غريغ بير. نُشرت في الأصل كقصة قصيرة عام 1983 في مجلة الخيال العلمي الأمريكية الخيال العلمي التناظري والواقع، وفازت بجائزة نيبولا لعام 1983 وجائزة هوغو لأفضل أقصوصة طويلة عام 1994.
نشر غريغ بير نسخة موسعة على شكل رواية عام 1985. تناقش الرواية مواضيع تشمل التكنولوجيا الحيوية وتكنولوجيا النانو وطبيعة الواقع والوعي والذكاء الاصطناعي.

## القصة
تقول الرواية أن عالم التكنولوجيا الحيوية المتمرد فيرجيل أولام قد ابتكر أجهزة كمبيوتر بيولوجية بسيطة تعتمد على الخلايا الليمفاوية الخاصة به. في مواجهته لأوامر صاحب العمل العصبي وتهديده بتدمير عمله، يقوم بحقن تلك الجسيمات في جسده، قاصداً تهريبها خارج الشركة والعمل عليها في مكان آخر. لكن تتكاثر الخلايا الوراثية وتتطور بسرعة داخل جسم أولام، وتغير المادة الوراثية الخاصة بها وتصبح سريعة الإدراك الذاتي. سرعان ما بدأت الحضارة النانوية في تحويل أولام والآخرين. ثم يبدأ المصابون في ملاحظة عيوب وراثية مثل قصر النظر وارتفاع ضغط الدم يتم إصلاحها. استخدم أولام تلك الجسيمات في تحسين بصره ووضعيته وقوته وذكائه. تمكن المصابون من إجراء محادثات مع خلاياهم الضوئية، حيث يشير البعض إلى أن الخلايا تبدو وكأنها تغني.
وفي محاولة تحويل واستيعاب البشر والكائنات الأخرى، يتم جمع الخلايا في النهاية المحيط الحيوي لأمريكا الشمالية في منطقة تبلغ مساحتها سبعة آلاف كيلومتر. وفي هذه الحضارة التي تضم كلاً من الجسيمات المتطورة والبشر التقليديين الذين تم استيعابهم مؤخراً، أجبرت في النهاية على التخلي عن المستوى الطبيعي للوجود لصالح شخص يرتبط سبب عدم قدرة الخلايا المضيئة على البقاء في هذا الواقع إلى حد ما بالمبدأ الإنساني القوي.
هيكل الكتاب بعنوان «الطور البيني» و «الطور الأول» و «الطورية». هذا يعكس المراحل الرئيسية لدورة الخلية: الطور البيني والانقسام.

## الدلالة
يقدم هذا الكتاب أحد الموضوعات المفضلة لدى بير. في موسيقى الدم ، يصبح الواقع غير مستقر حيث أن عدد — تريليونات الكائنات الذكية وحيدة الخلية — يتزايد أكثر وأكثر بشكل حلزوني.

## الإستقبال
استعرض ديف لانغفورد موسيقى الدم، وذكر أن «النهاية رائعة. المشكلة الوحيدة هي أنها قريبة بشكل كبير من الاستنتاج الذي توصل إليه كاتب استقراء من نقطة بداية مختلفة: آرثر سي كلارك في نهاية الطفولة. لكن بير، يفعل ذلك بشكل أفضل - ويتجاوز حتى كلارك. موصى به بشدة.»
ترشحت الرواية المكتملة لجائزة نيبولا عام 1985  ولجوائز كل من هوغو وكامبل والخيال العلمي البريطاني عام 1986. 

## روابط خارجية
- مراجعة موقع الخيال العلمي